# Бойня в Великом Храме Теночтитлана
Бойня в Великом Храме Теночтитлана, также называемая Резня Альварадо — массовое убийство, произошедшее 22 мая 1520 года в столице ацтеков Теночтитлане в период завоевания Империи ацтеков испанцами, в ходе которого конкистадоры под предводительством Педро де Альварадо перебили свыше шестисот представителей ацтекской знати, собравшихся в Великом Храме Теночтитлана на праздник Тошкатль.

## История
После Первого похода на Теночтитлан Эрнан Кортес узнал о других испанцах, высадившихся на побережье — Панфило де Нарваэс прибыл с Кубы с приказом арестовать его — и Кортес был вынужден покинуть город, чтобы сражаться с ним. Во время его отсутствия Монтесума, находившийся в плену у испанцев, попросил у заместителя Кортеса Педро де Альварадо разрешения отпраздновать Тошкатль — праздник ацтеков в честь Тескатлипоки, одного из их главных богов, который, как это было популярно в ацтекской культуре, требовал человеческих жертвоприношений (в данном случае, юноши). Де Альварадо разрешил провести праздник, но после того, как празднества начались, конкистадоры заблокировали выходы из храмового комплекса, после чего атаковали безоружных собравшихся, перебив почти всех воинов и вождей ацтеков, явившихся на праздник. Те немногие, кому удалось избежать резни, перебравшись через стены, сообщили населению о зверствах испанцев.
Испанская версия инцидента утверждает, что конкистадоры вмешались, чтобы предотвратить ритуал человеческого жертвоприношения в Великом Храме; версия ацтеков говорит, что испанцев побудила к резне жажда золота, которое носили на себе ацтеки. Несмотря на различия в конкретных мотивах де Альварадо, обе версии в основном согласны с тем, что празднующие были безоружны, и что резня началась без предупреждения и не была спровоцирована.
Ацтеки уже были враждебно настроены к испанцам за то, что те находились в их городе, вопреки просьбам его покинуть, и держали Монтесуму в заложниках. Бойня в Храме спровоцировала восстание. Когда Кортес и его солдаты (включая людей де Нарваэса, которые перешли под его командование) вернулись, ацтеки начали полномасштабные боевые действия против испанцев. У испанцев не оставалось другого выбора, кроме как отступить из города, что они и сделали в так называемую Ночь печали (La Noche Triste), потеряв большую часть своих людей, которые были либо убиты в бою, либо взяты в плен и принесены в жертву.

## Версия ацтеков
В это время, когда все наслаждались праздником, когда все уже танцевали, когда все уже пели, когда песня была связана с песней, и музыка ревела, как волны, именно в этот момент испанцы решили убивать. Они вошли во внутренний двор, вооруженные для боя. Они закрыли выходы, ступени, входы [во внутренний двор]: Ворота Орла в самом маленьком храме, Ворота Тростника и Ворота Зеркальной Змеи. И когда их закрыли, никто никуда не мог выйти.
Сделав это, они вошли в Священный двор, чтобы убивать людей. Они шли, неся мечи, деревянные и металлические щиты. Они окружили танцующих, а затем бросились к месту, где играли на барабанах. Они напали на барабанившего мужчину и отрезали ему обе руки. Потом ему отрубили голову [с такой силой], что она отлетела, упав далеко. После этого они напали на всех людей, пронзая их копьями и раня мечами. Некоторых они ударили сзади, и те мгновенно упали на землю, внутренности их торчали [из их тел]. Некоторым они отрезали головы, а другим разбили головы на мелкие кусочки. Других били по плечам и отрывали руки от тел. Одних ударили по бедрам, других по икрам. Они ранили людей в живот, и их внутренности падали на землю. Были и такие, которые пытались убежать ранеными, но во время бега у них вываливались кишки; казалось, что они запутались ногами в собственных внутренностях. Но им некуда было бежать.
Тех, кто пытался убежать через ворота, испанцы убивали, смеясь. Одни взобрались на стены, но не смогли спастись. Другие вошли в Храм, где некоторое время были в безопасности. Некоторые легли среди жертв и притворились мёртвыми. Кровь воинов текла, как вода, образуя лужи, которые всё расширялись, запах крови и внутренностей пропитывал воздух. А испанцы ходили повсюду, обыскивая храмовые дома, чтобы убить тех, кто прятался. Они были повсюду, они обыскивали все места.
Когда [люди] снаружи [Священного двора узнали о резне], раздались крики: «Воины, ацтеки, идите сюда быстро! Идите сюда со всем оружием, копьями и щитами! Наши вожди убиты! Наши воины убиты! О ацтеки, [наши воины] уничтожены!»
Потом послышался рёв, крики, люди завыли, стучали ладонями по губам. Быстро собрались воины, как будто заранее готовые, и взяли свои копья и щиты. Затем началось сражение. [Ацтеки] атаковали их стрелами и дротиками, в том числе небольшими дротиками, используемыми для охоты на птиц. Они яростно метали свои дротики [в испанцев]. Словно на испанцев накинулся рой жёлтого тростника.— Видение побеждённых.

## Версия испанцев
Кортес хотел понять причину восстания индейцев. Он допросил их [испанцев]. Одни говорили, что это было вызвано высадкой Нарваэса, другие — тем, что люди хотели выгнать испанцев из города ацтеков [Теночтитлан], что было запланировано, как только прибудут корабли, потому что, пока они сражались, те кричали им: «Убирайтесь!» Другие говорили, что это было сделано для освобождения Монтесумы, потому что ацтеки сражались, говоря: «Освободите нашего бога и короля, если не хотите умереть!» Третьи говорили, что это было сделано для того, чтобы украсть золото, серебро и драгоценности, которые были у испанцев, потому что они слышали, как индейцы говорили: «Вы должны оставить здесь золото, которое взяли!» Опять же, некоторые говорили, что это должно было удержать тлашкальцев и других смертельных врагов от земель ацтеков. Наконец, многие считали, что, приняв своих идолов за богов, они отдали себя дьяволу.
Любой из этих вещей было бы достаточно, чтобы вызвать восстание, не говоря уже обо всех вместе взятых. Но главная из них заключалась в том, что через несколько дней после того, как Кортес ушёл, чтобы противостоять Нарваэсу, настало время для праздника, который ацтеки хотели отпраздновать согласно своим традициям. Они умоляли Педро де Альварадо дать им разрешение, чтобы [испанцы] не подумали, что их планируют убить. Де Альварадо согласился при условии, что не будет жертв, не будет убитых людей и ни у кого не будет оружия.
Во дворе самого большого храма собралось более 600 знатных воинов и вождей; некоторые говорили, что их там было больше тысячи. Они наделали много шума своими барабанами, ракушками, рожками и хендидо, которые звучали как громкий свист. Готовясь к празднику, они были нагими, но покрыты драгоценными камнями, жемчугом, ожерельями, поясами, браслетами, множеством драгоценностей из золота, серебра и перламутра, с очень богатыми украшениями из перьев на головах. Во дворе храма расстелили циновки и били на них в барабаны. Танцевали кругами, держась за руки, под музыку и певцов, которым подпевали. Песни были священными, а не богохульными, и их пели, чтобы прославить бога, почитаемого на празднике, чтобы побудить его дать воду и зерно, здоровье и победу или поблагодарить его за здоровых детей и другие милости.
Пока ацтекские вожди танцевали во дворе храма Уицилопочтли, Педро де Альварадо отправился туда. Не знаю, на основании ли его собственного мнения или по соглашению, принятому всеми, но некоторые говорят, что его предупредили, что индейская знать города собралась для подготовки мятежа; другие считают, что [испанцы] пришли посмотреть, как они исполняют свой знаменитый и прославленный танец, и, видя, насколько те богаты и нуждаясь в золоте, которое носят индейцы, он [Альварадо] закрыл каждый вход десятью или двенадцатью испанцами и пошёл внутрь с более чем пятьюдесятью [испанцами], и без угрызений совести и безо всякого христианского благочестия они жестоко зарезали и убили индейцев, и взяли то, что на них было надето.— Со слов испанского историка Франсиско Лопеса де Гомары.